# Va usted en punto con el banco
Va usted en punto con el banco és un curtmetratge humorístic dirigit per Manuel Marín, protagonitzat pel comediant espanyol Ramper (Ramón Álvarez Escudero) en la que fa un dels seus monòlegs, i produït per Feliciano Manuel Vitores. Pertany a una sèrie de tres curtmetratges juntament amb Cuando fui león (1928) i En confesionario (1928). Es tracta d'una de les primeres produccions sonores del cinema espanyol.

## Repartiment
- Ramón Álvarez Escudero (Ramper)